# Bristol Bulldog
Bristol Buldog je bil najpomembnejši lovec Združenega kraljestva v drugi polovici 20. let in začetku 30. let 20. stoletja.

## Uporabniki
- Danska (4)
- Finska (18)
- Združeno kraljestvo (290)